# John Anthony Boissonneau

Bischofswappen von John Anthony Boissonneau

John Anthony Boissonneau (* 7. Dezember 1949 in Toronto) ist Weihbischof in Toronto.

## Leben
John Anthony Boissonneau empfing am 14. Dezember 1974 die Priesterweihe.
Papst Johannes Paul II. ernannte ihn am 23. März 2001 zum Titularbischof von Tambeae und zum Weihbischof in Toronto. Der Erzbischof von Toronto, Aloysius Matthew Kardinal Ambrozic, spendete ihm am 29. Mai desselben Jahres die Bischofsweihe; Mitkonsekratoren waren die Weihbischöfe in Toronto Nicola de Angelis CFIC, und Anthony Giroux Meagher. 